# Mincey-Gletscher
Der Mincey-Gletscher ist ein 16 km langer Gletscher in der antarktischen Ross Dependency. Er fließt von den südlichen Hängen der Anderson Heights in den Bush Mountains in südöstlicher Richtung zum Shackleton-Gletscher, den er am Thanksgiving Point erreicht.
Entdeckt wurde er bei einem Überflug am 16. Februar 1947 im Rahmen der US-amerikanischen Operation Highjump (1946–1947). Das Advisory Committee on Antarctic Names benannte den Gletscher 1962 nach Master Sergeant Andrew Van Mincey (1921–1983), Funker bei diesem Flug.